# 威尔逊广场 (图卢兹)

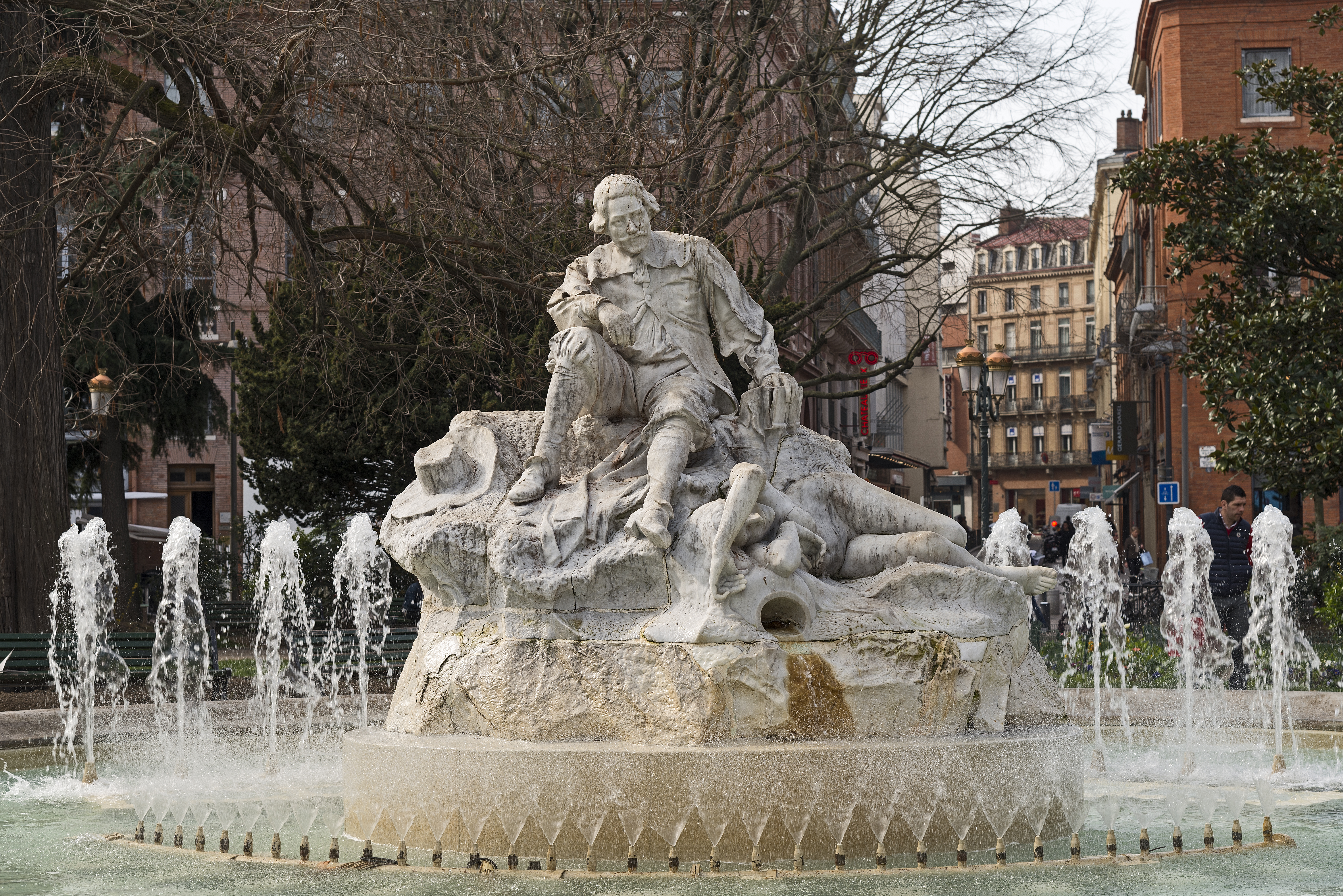

威尔逊广场（法語：Place du Président-Thomas-Woodrow-Wilson）是法国西南部奥克西塔尼大区首府图卢兹市历史中心的一个广场，位于第一区圣乔治区的中心。1918年7月4日，这座广场以美国总统托马斯·伍德罗·威尔逊（1856-1924年在世，1912年至1920年在任）命名。
威尔逊广场沿让-饶勒斯林荫道（Allées Jean-Jaurès）延伸，将城市的中心与米迪运河相连，并与圣伯多禄广场相连（Place Saint-Pierre）。广场周围充满咖啡馆和电影院。
威尔逊广场周边的街道：
1. 富兰克林-罗斯福总统林荫道（Allées du Président-Franklin-Roosevelt）
2. 奥斯特利茨街（Rue d'Austerlitz）
3. 拉斐特街（Rue Lafayette）
4. 拉皮鲁斯街（Rue Lapeyrouse）
5. 圣安东尼街（Rue Saint-Antoine-du-T.）
6. 三日街（Rue des Trois-Journées）

## 建筑、
1974年8月20日，广场周边所有建筑均列为法国历史遗迹。

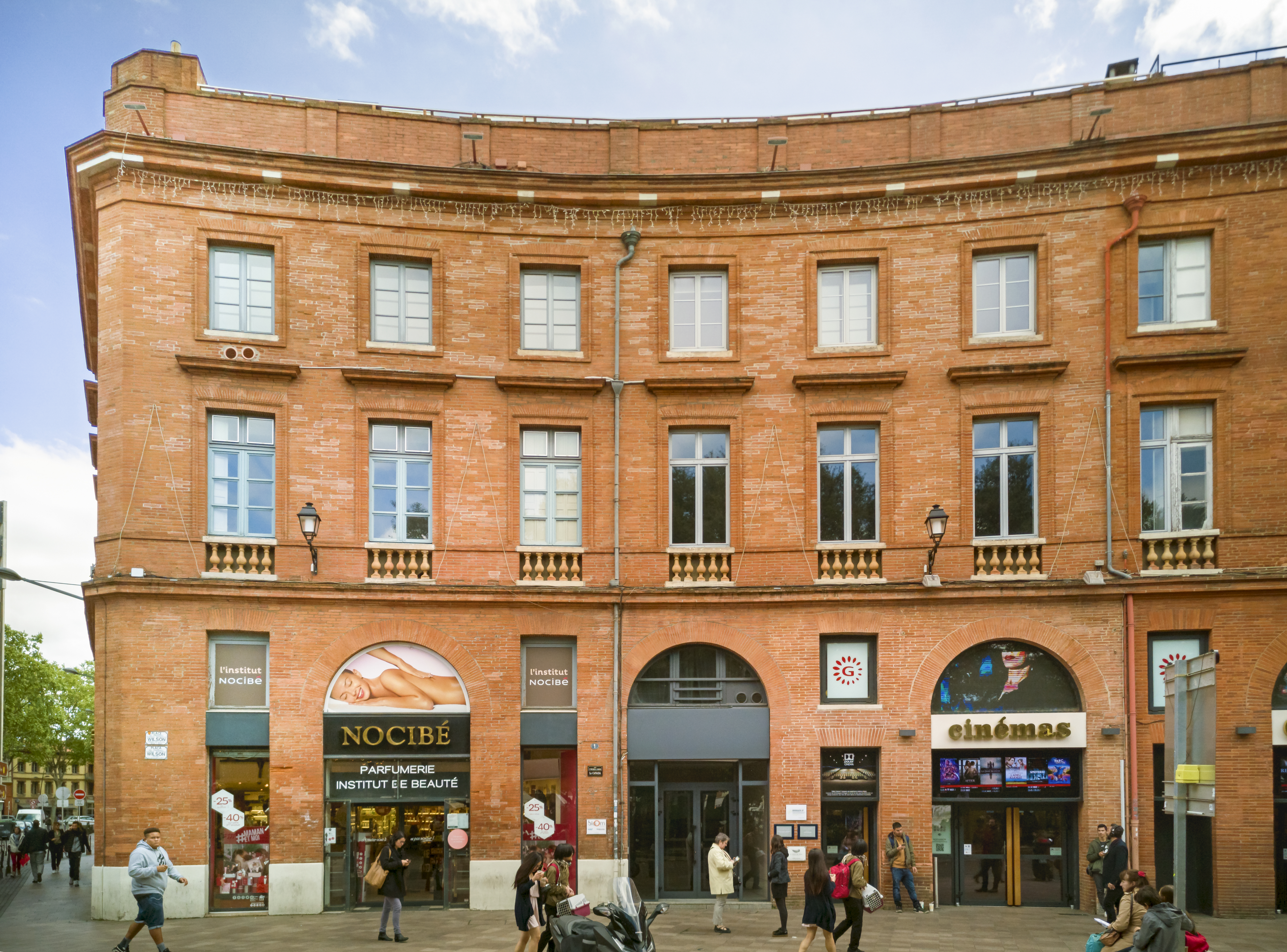
威尔逊广场1号[M 2]
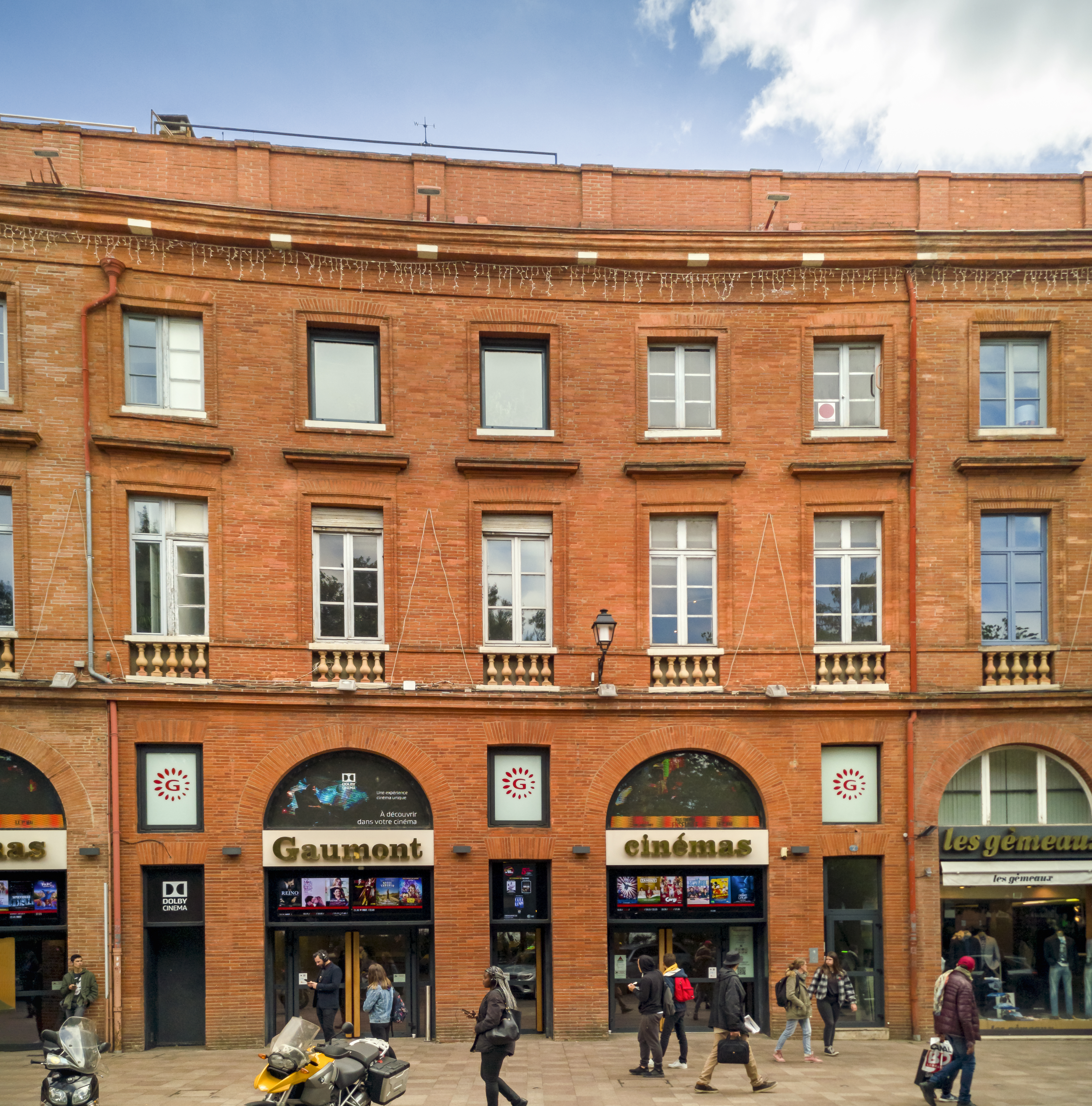
威尔逊广场2号[M 3]
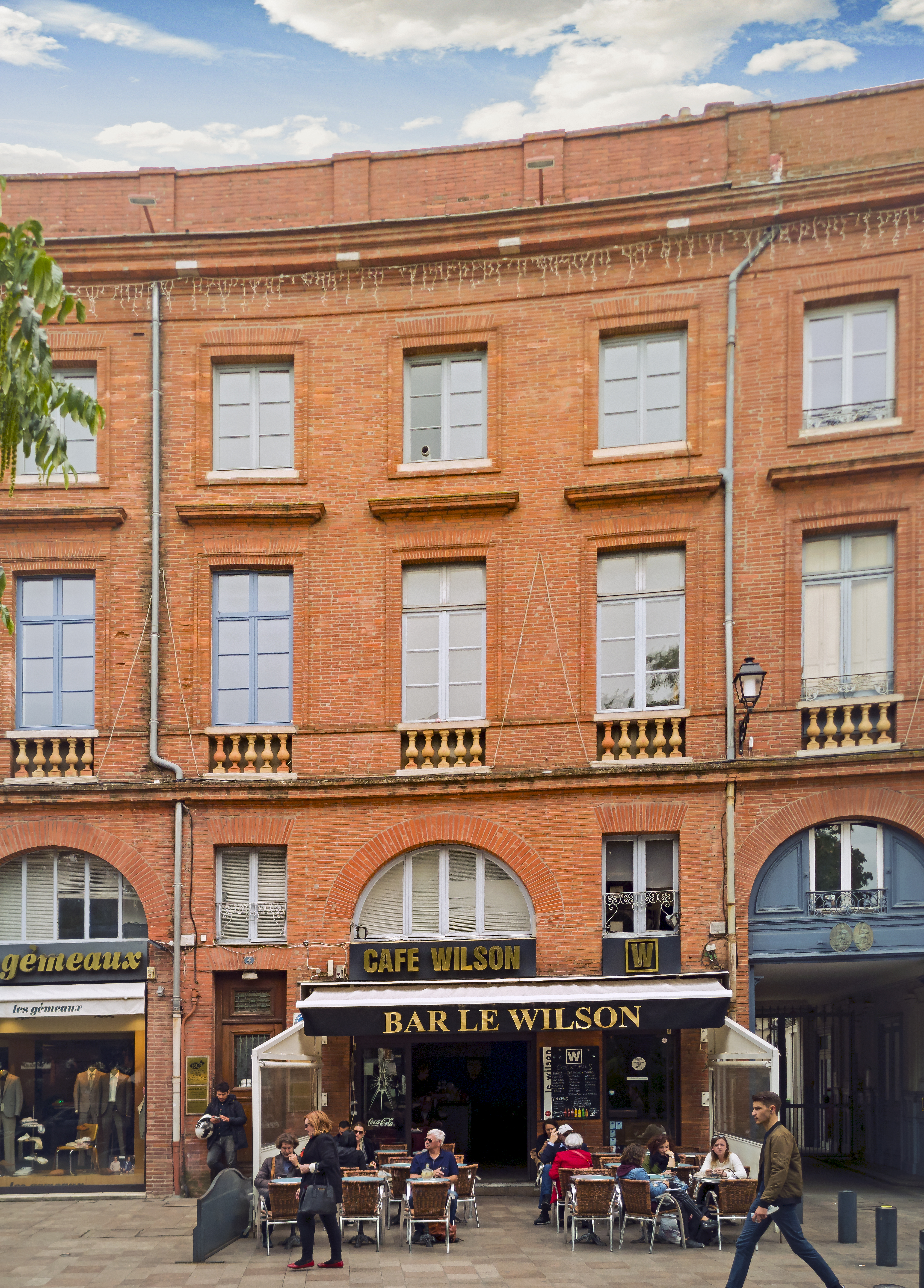
威尔逊广场4号[M 4]
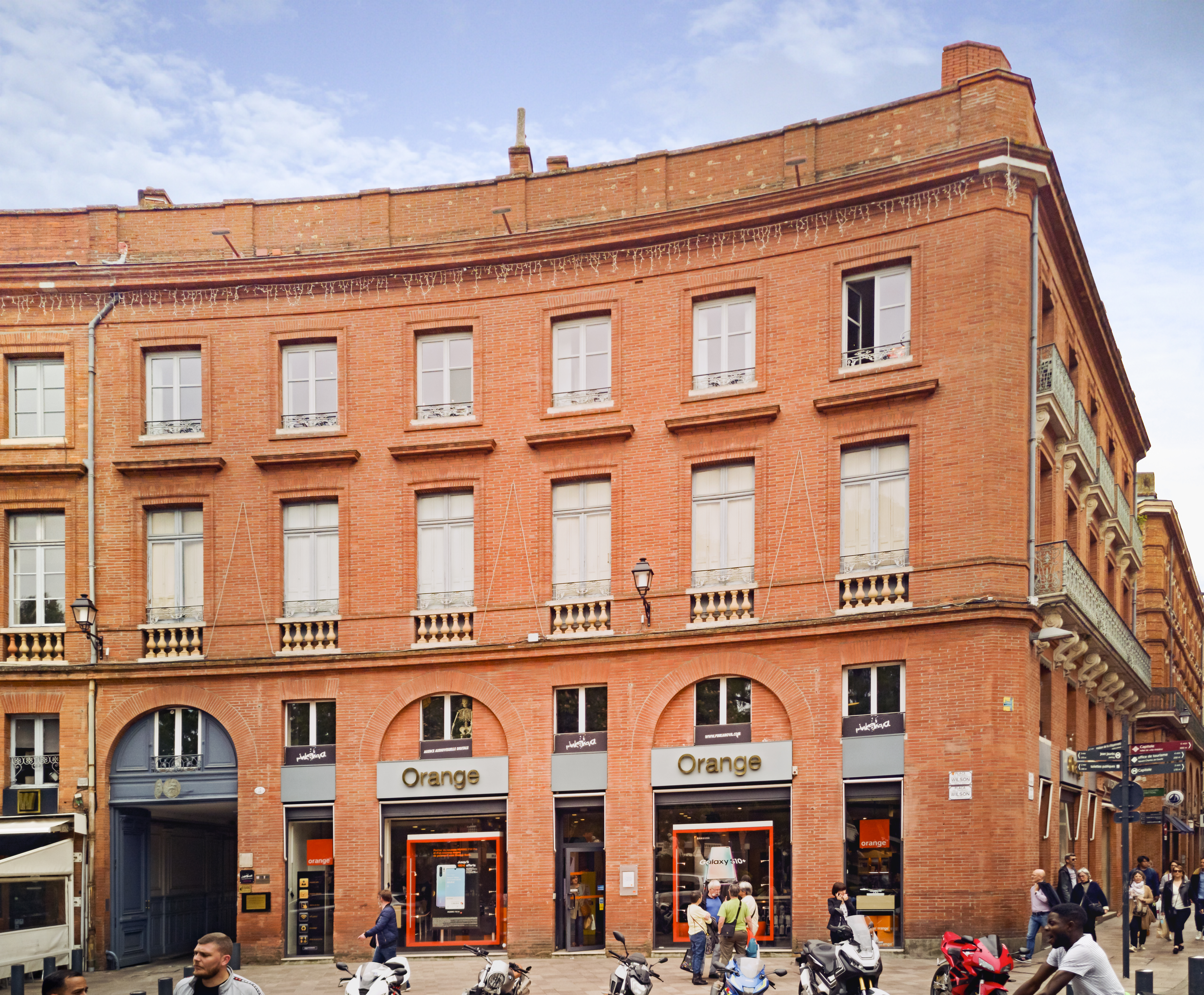
威尔逊广场5号[M 5]
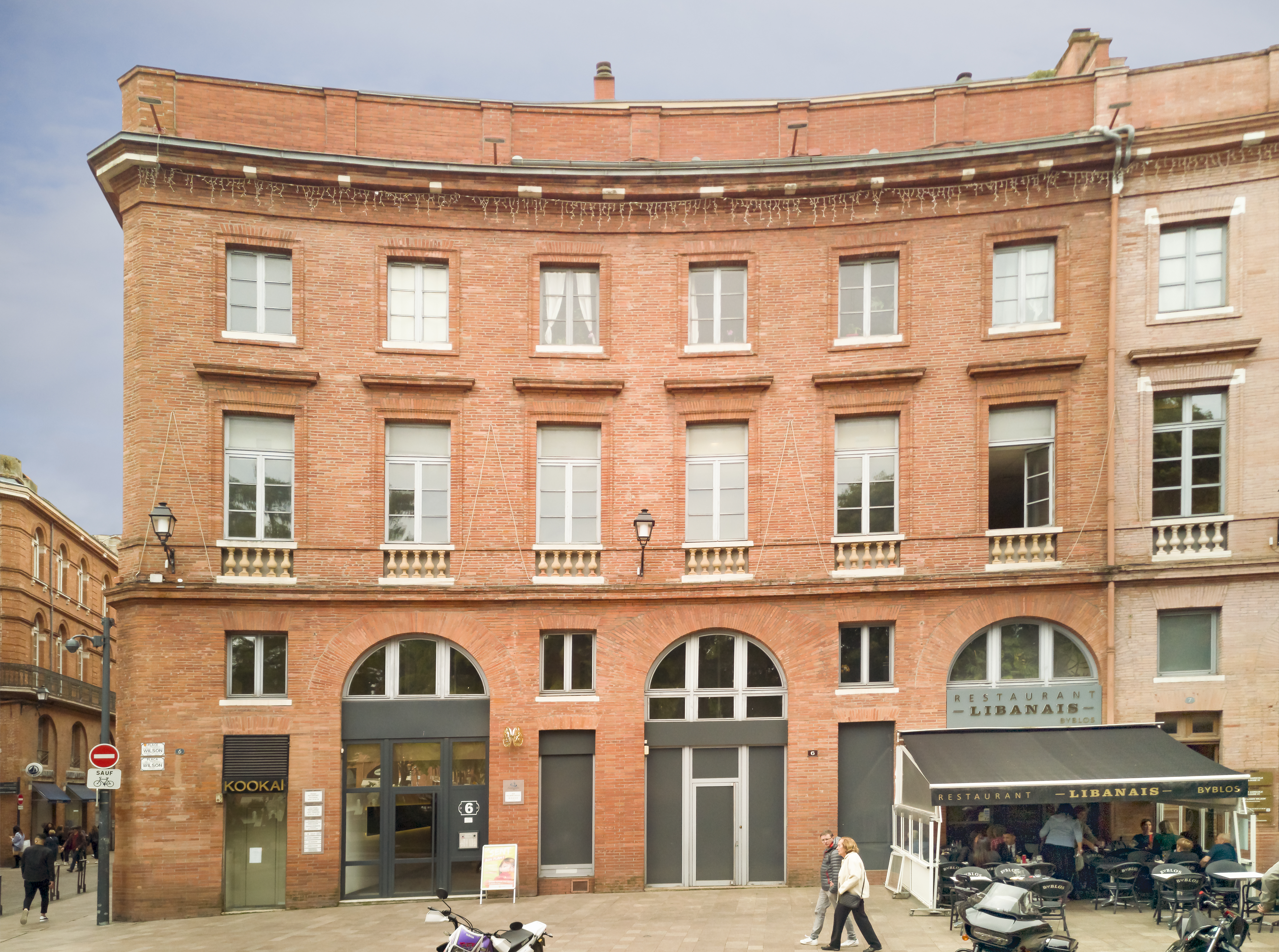
威尔逊广场6号[M 6]
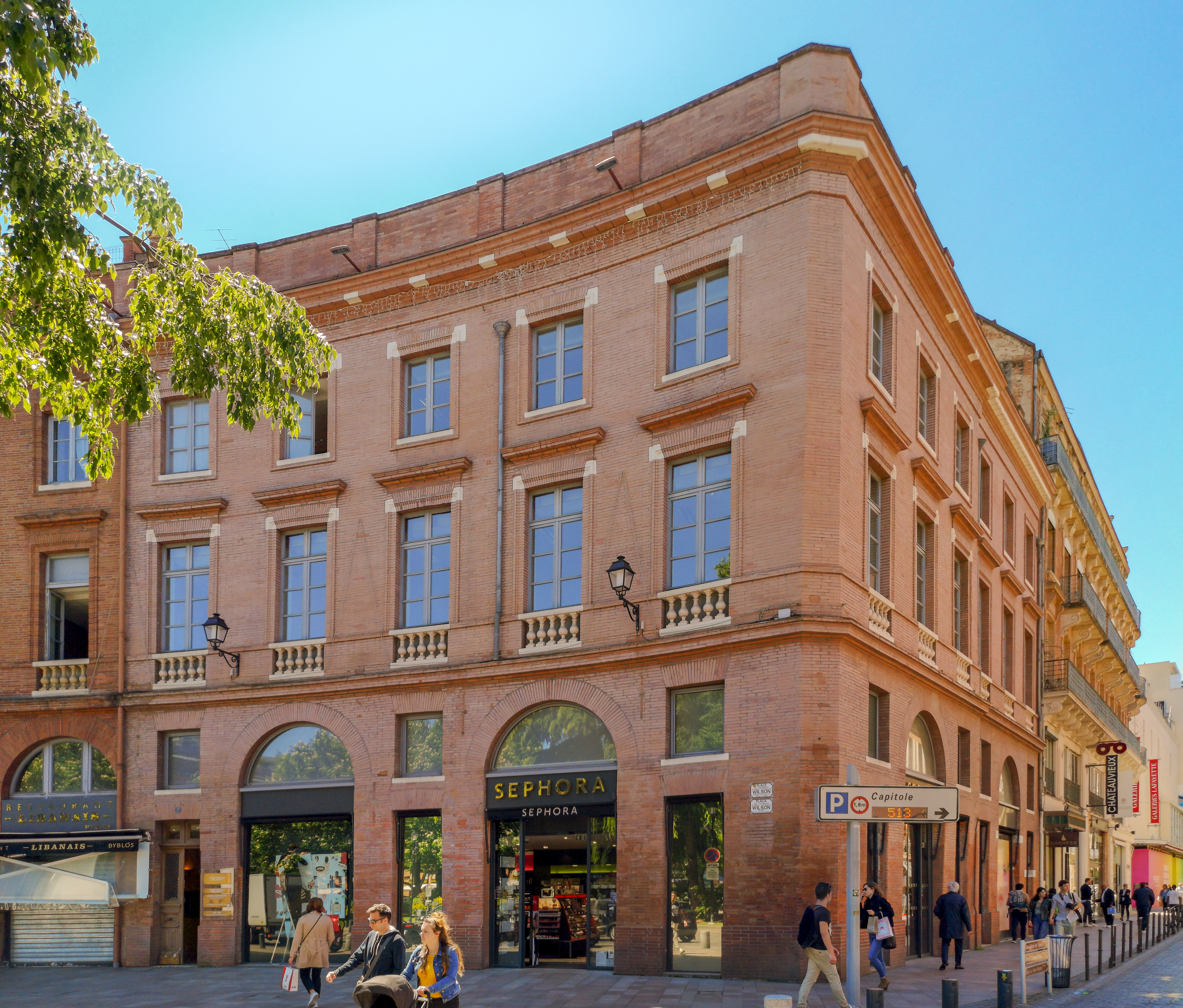
威尔逊广场7号[M 7]
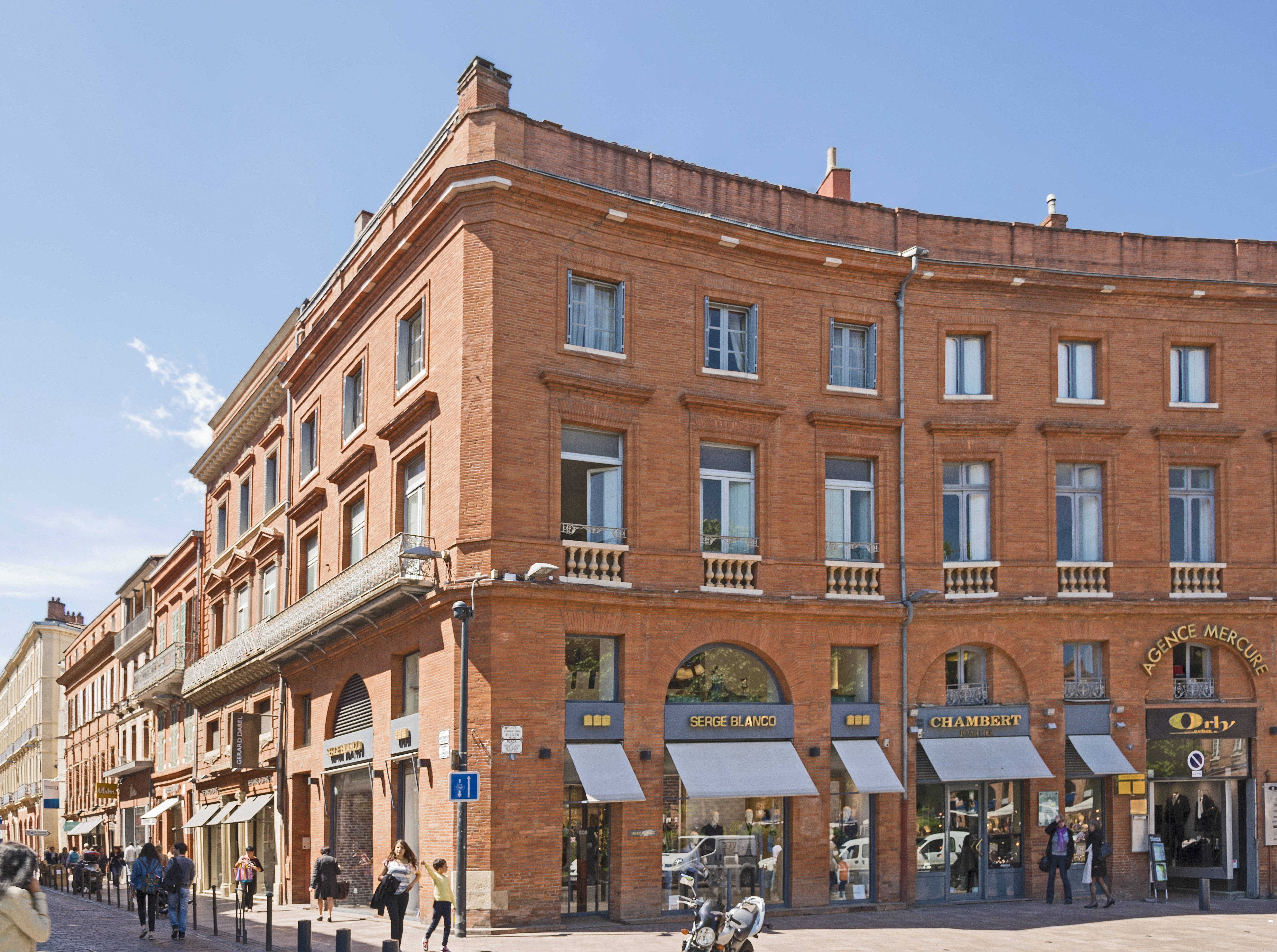
威尔逊广场8号[M 8]
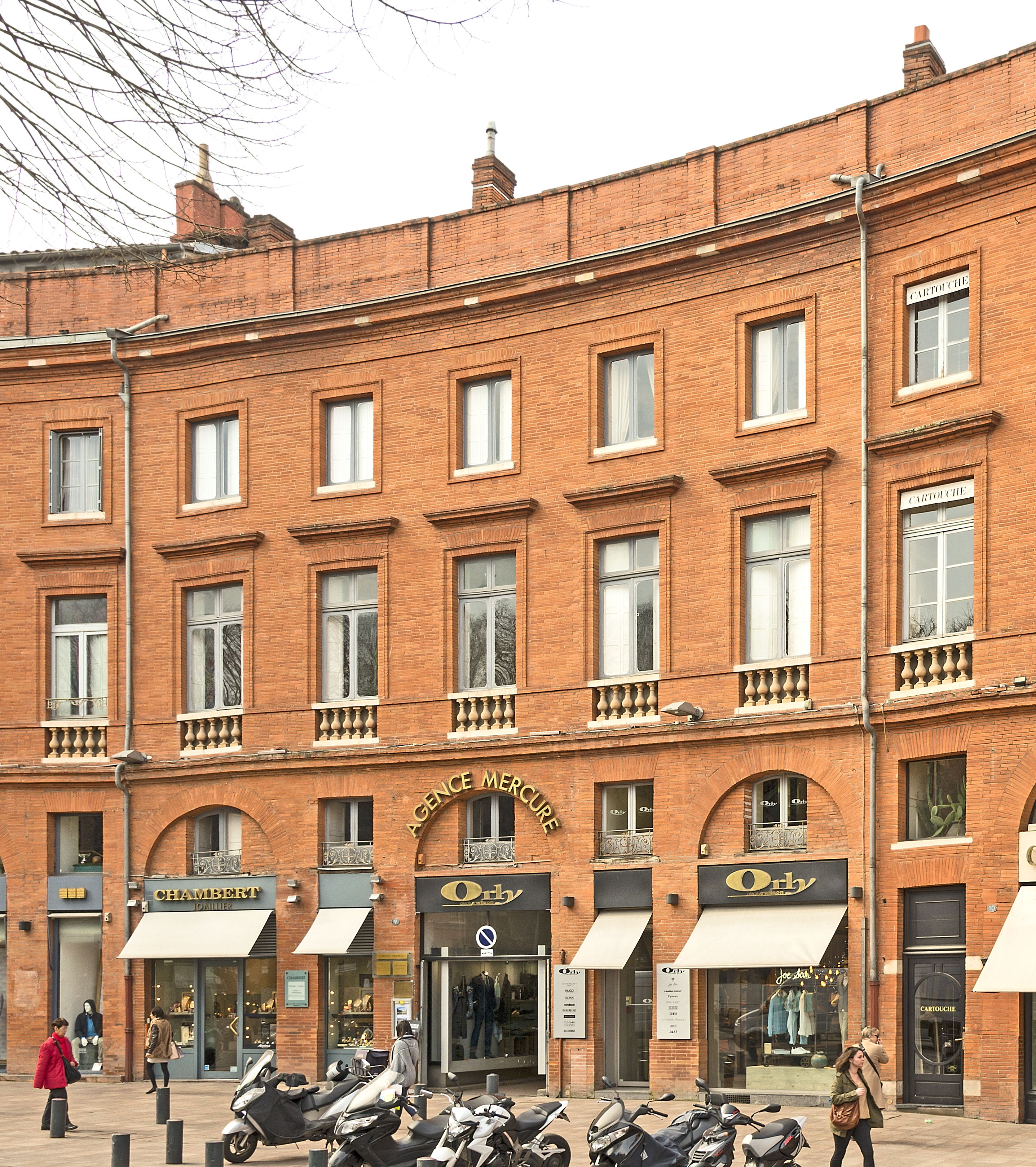
威尔逊广场9号[M 9]
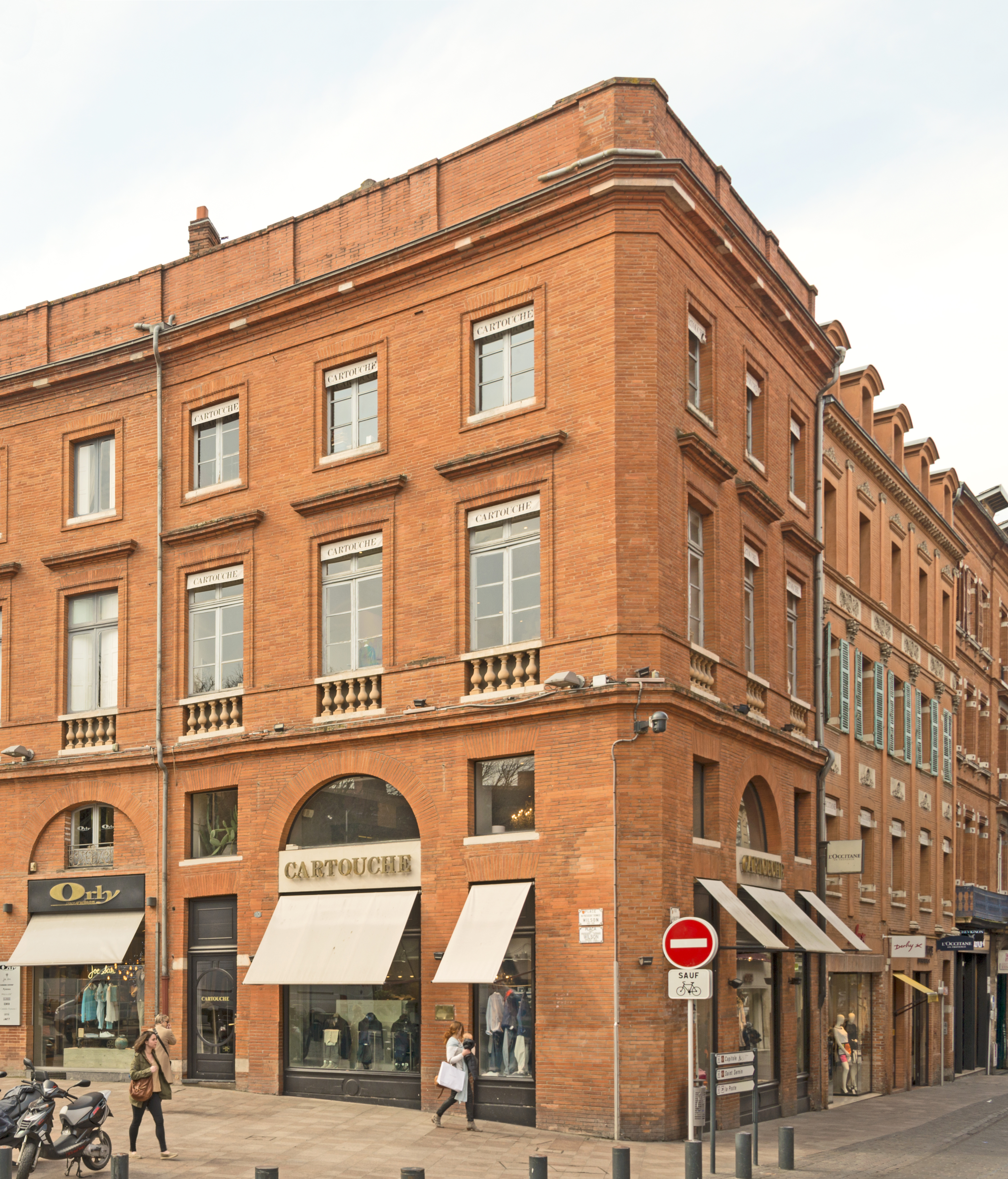
威尔逊广场10号[M 10]
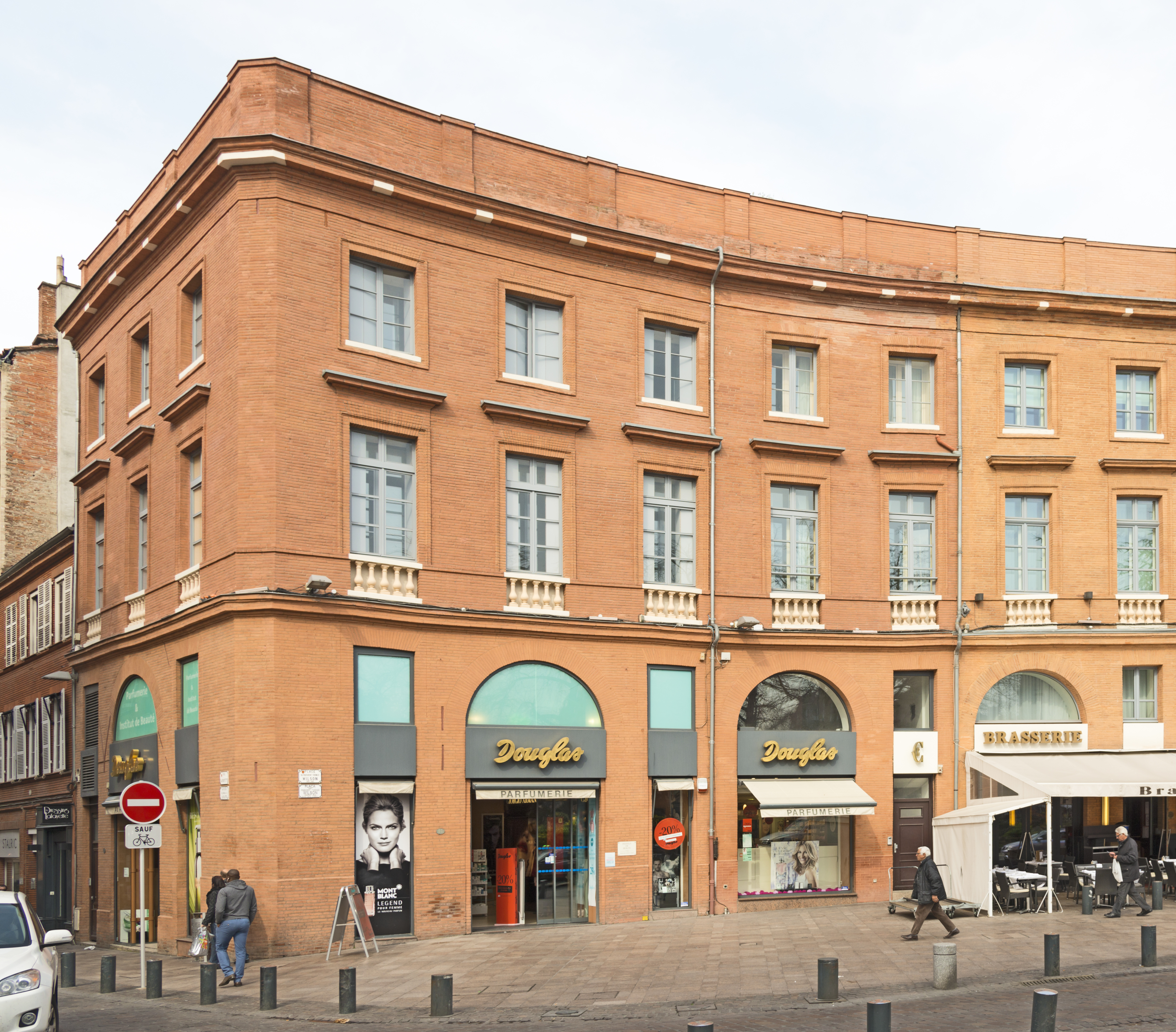
威尔逊广场11-12号[M 11] ·
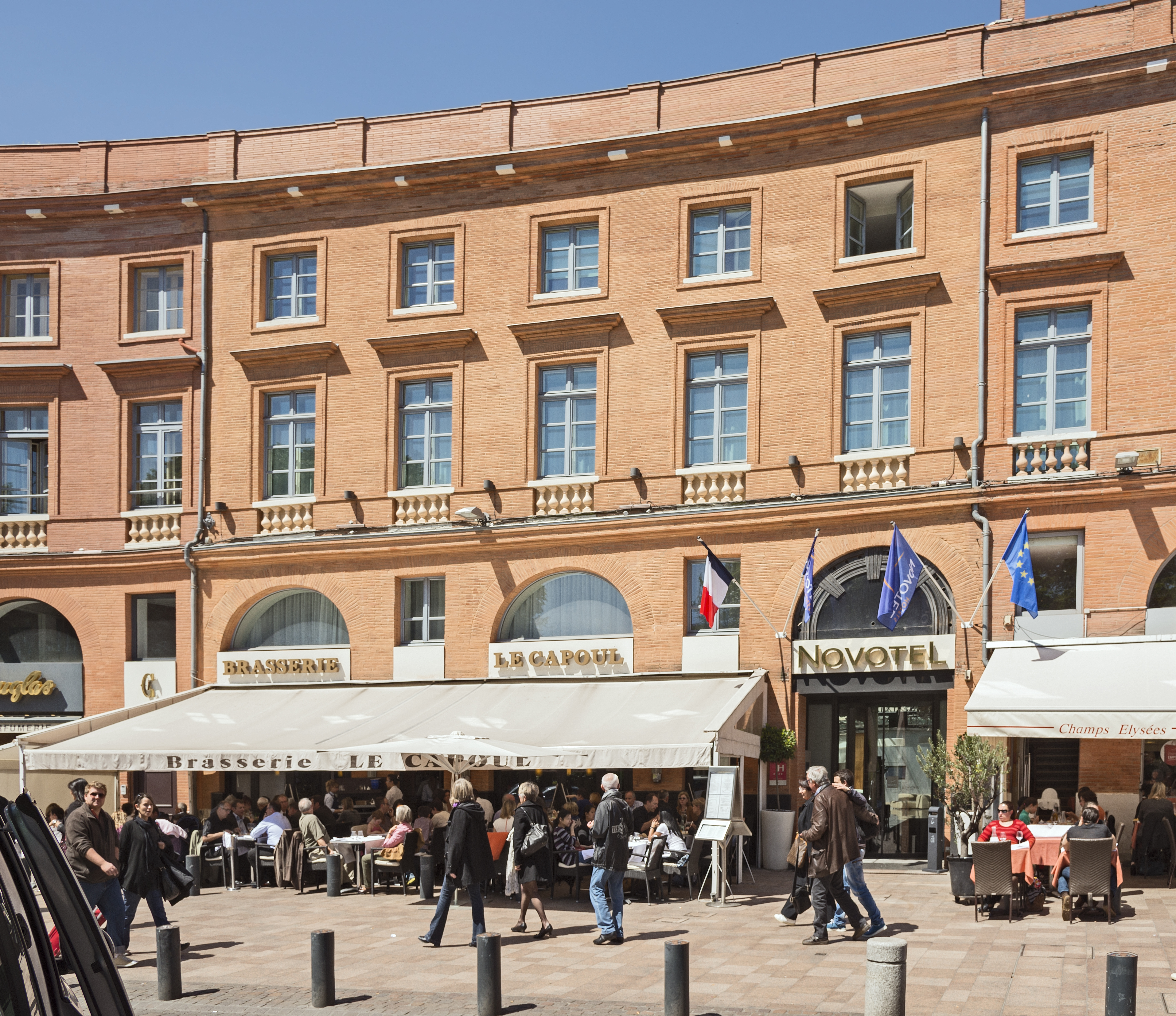
威尔逊广场13号[M 12]
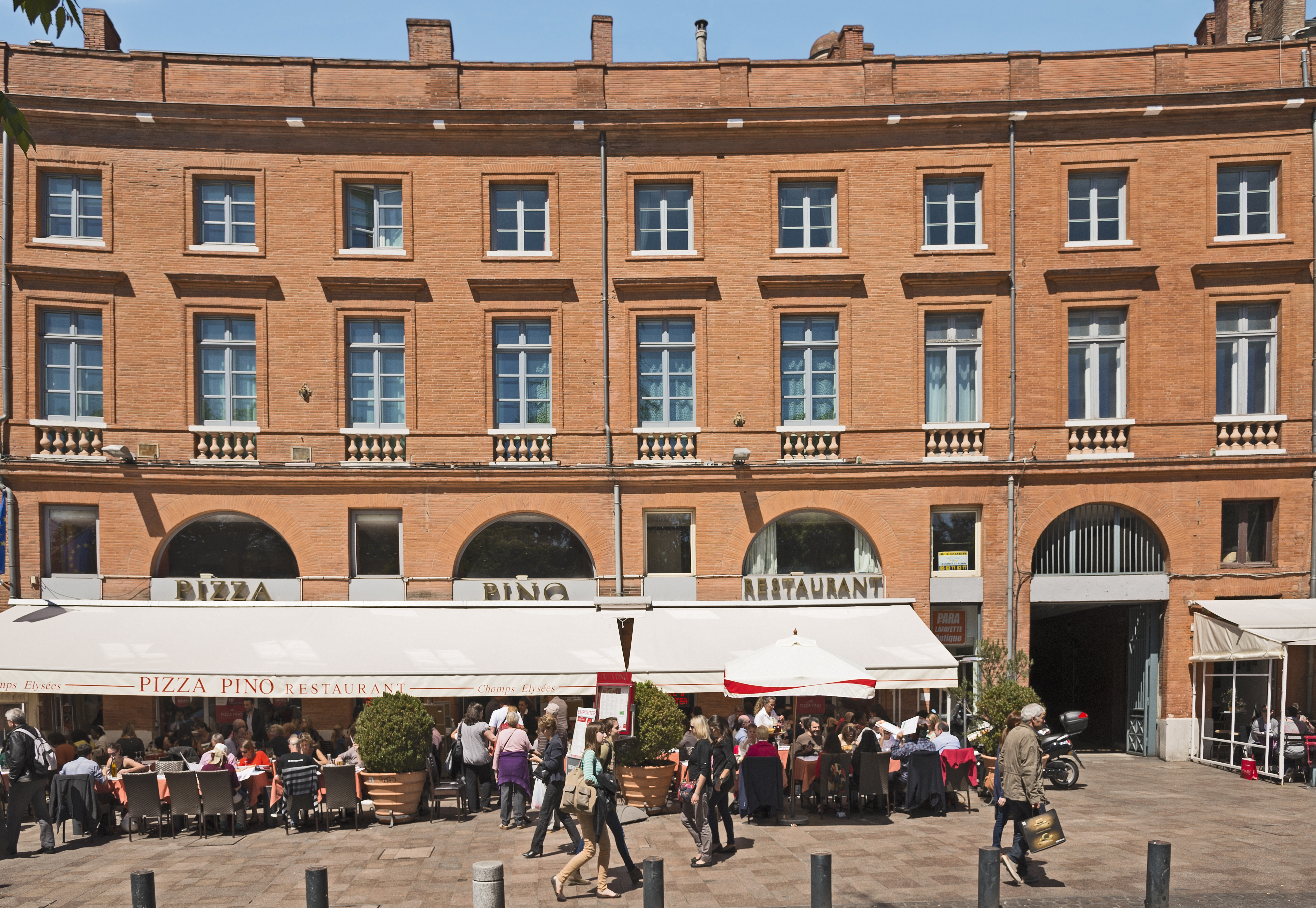
威尔逊广场15号[M 13]
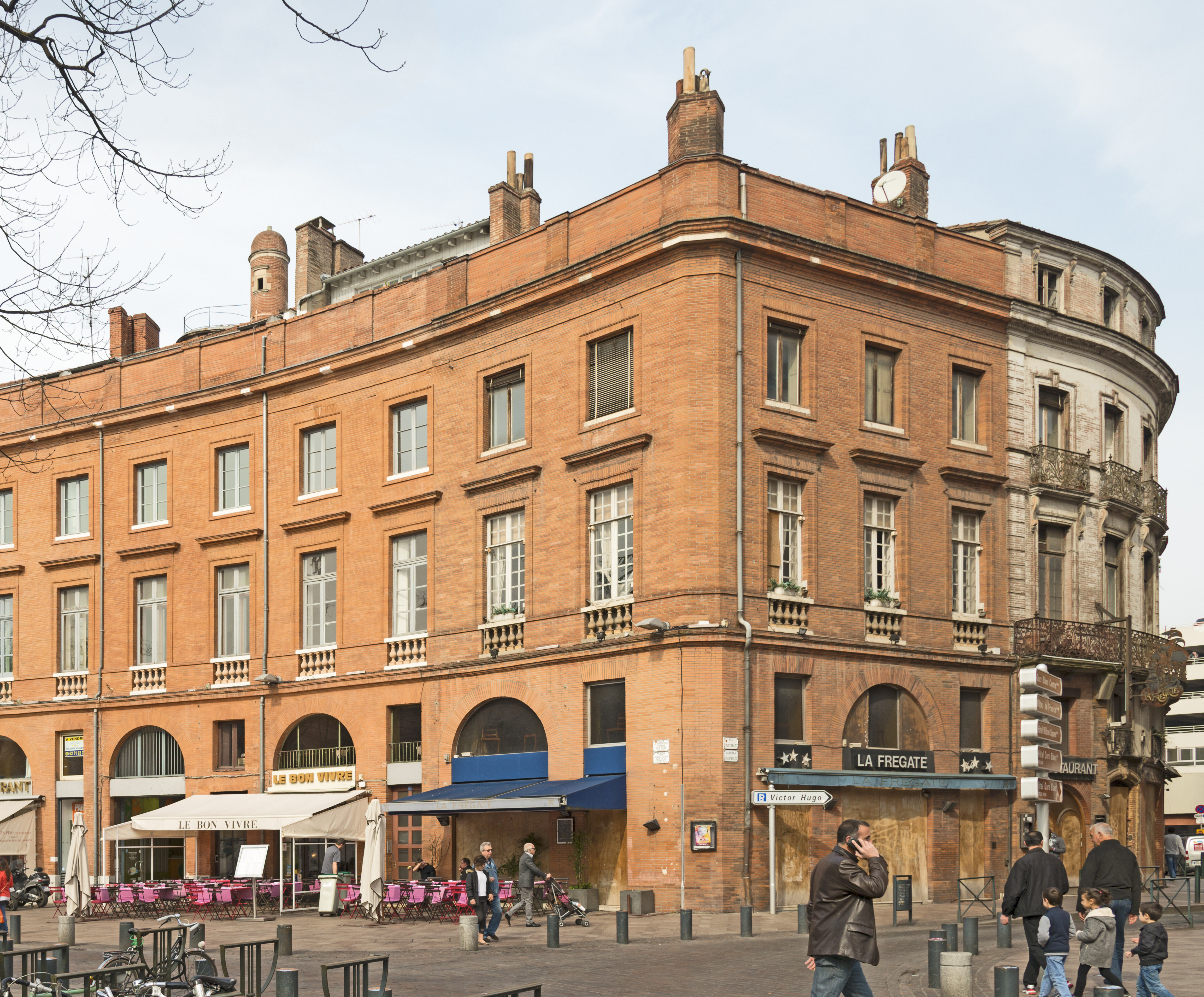
威尔逊广场16号[M 14]
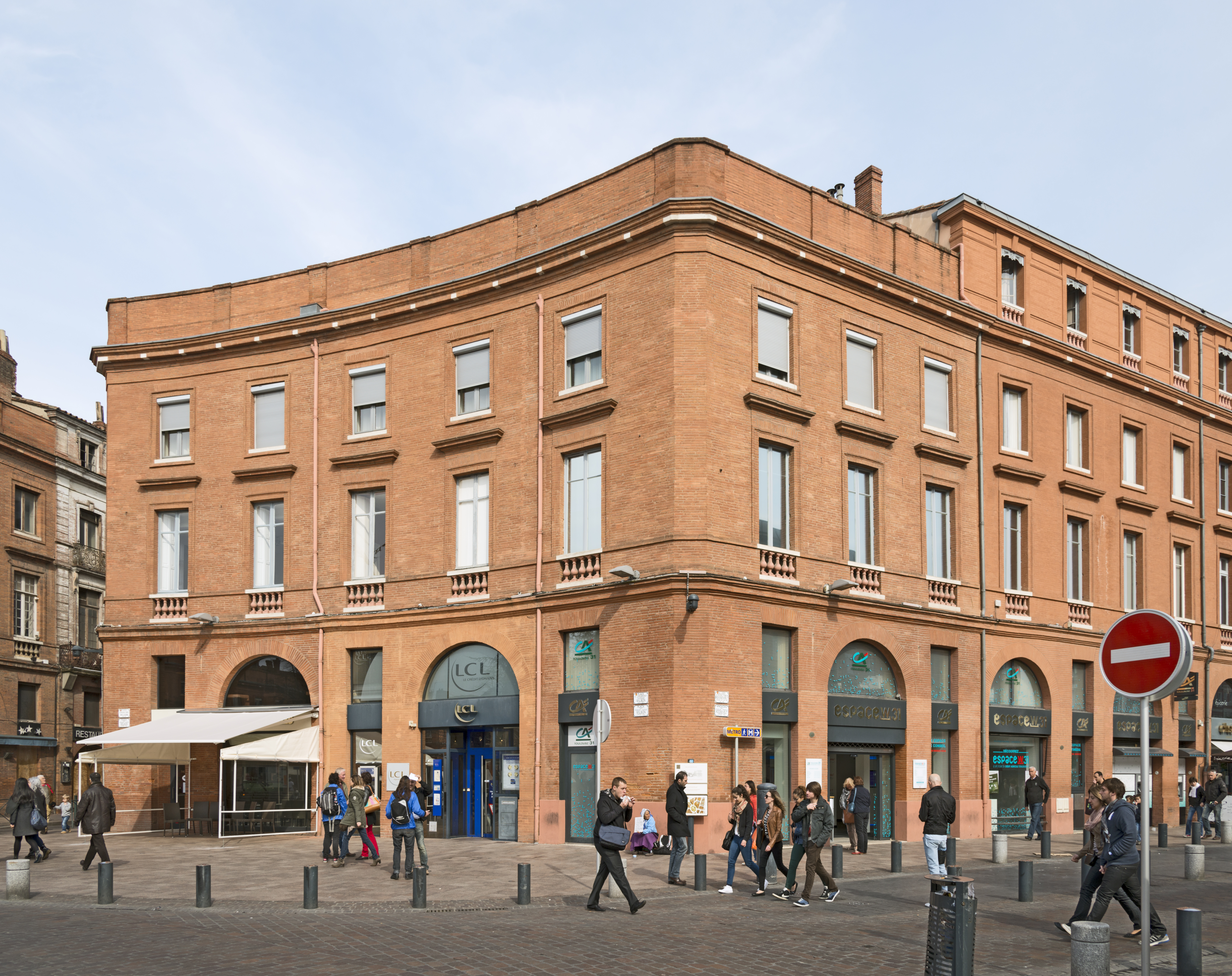
威尔逊广场18号[M 15]
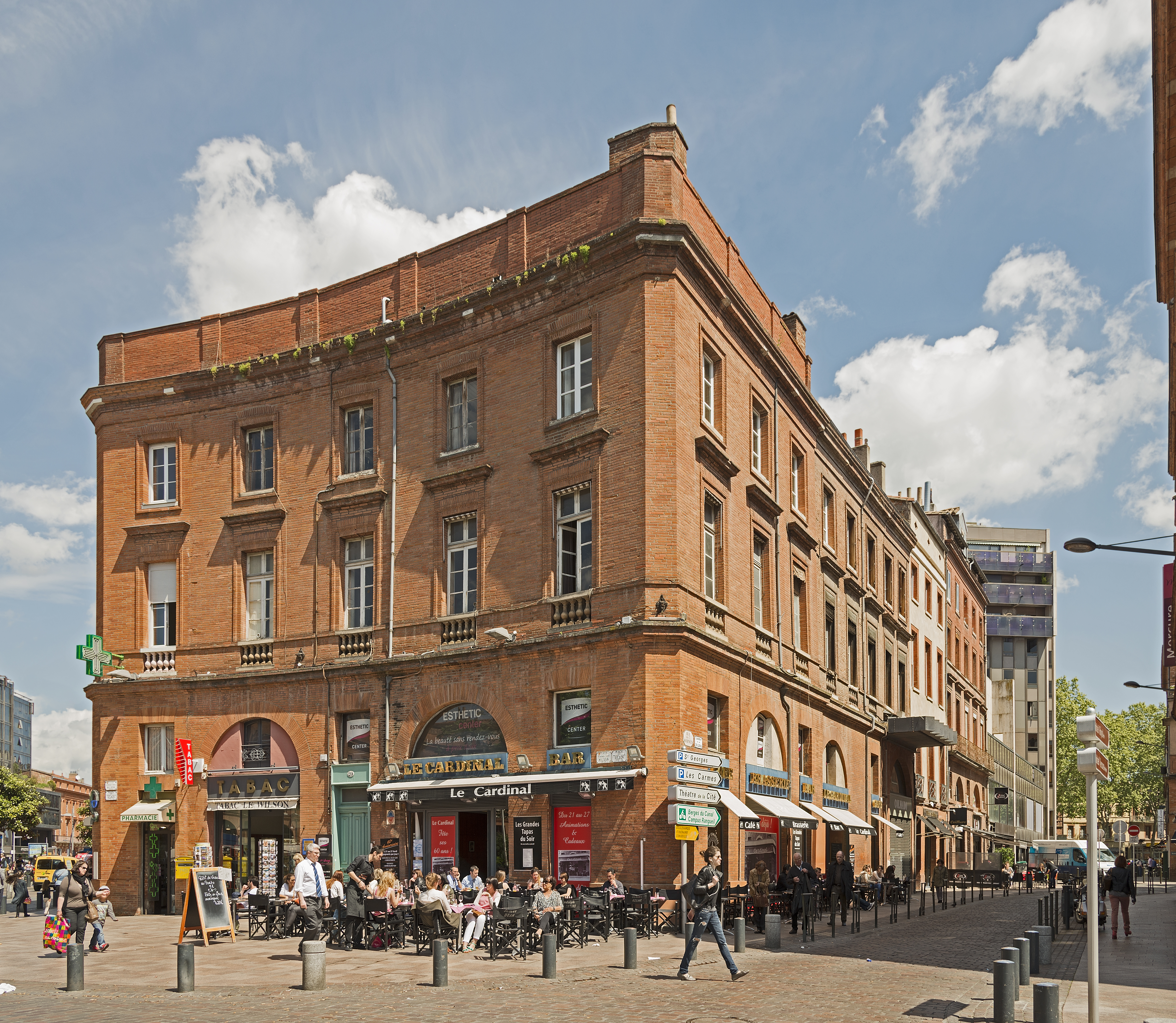
威尔逊广场20号[M 16]